# Nápoles
Linda Napoles Sokolova, känd under artistnamnet Nápoles, född Napoles Vizcay 18 augusti 1994 i Ryssland, är en svensk neosoul-sångare, DJ och kreatör av kubansk-rysk härkomst. Hon nominerades till årets hiphop/r'n'b vid P3 Guld 2021 för låten Slowzy. Samma år nominerades hon till året soul/RnB vid Grammisgalan 2021 för sin EP Slowin It, och detsamma året därpå för sin EP Cloud 9. Hon är medgrundare till DJ-kollektivet och klubbkonceptet LadiesLoveHiphop. Hon är sångare i Tensta Gospel Choir och sjöng dessförinnan i Tensta's Joyful Noise. Då leddes Joyful Noise av Dinah Yonas Manna, känd från trion The Mamas som vann Melodifestivalen 2020. Bland Nápoles musikaliska influenser har hon nämnt Erykah Badu, Aaliyah, Jill Scott och UK-scenens grime och R&B. Hon är barndomsvän med artisten Janice och medverkade år 2022 på Sabina Ddumbas EP på låten Whats' Left.